# 希茨海尔斯
希茨海尔斯是丹麦北日德兰大区的一个镇，位于日德兰半岛北部。